# Reynès
Reynès település Franciaországban, Pyrénées-Orientales megyében. Lakosainak száma 1234 fő (2022. január 1.). Reynès Maçanet de Cabrenys, Amélie-les-Bains-Palalda, Céret, Taillet, Oms és Montbolo községekkel határos.

## Népesség
A település népessége az elmúlt években az alábbi módon változott:
| Lakosok száma | 1297 | 1354 | 1391 | 1328 | 1291 | 1255 | 1252 | 1244 | 1234 |
|               | 2013 | 2015 | 2016 | 2017 | 2018 | 2019 | 2020 | 2021 | 2022 |